# Liste der Naturdenkmale in Breit
Die Liste der Naturdenkmale in Breit nennt die im Gemeindegebiet von Breit ausgewiesenen Naturdenkmale (Stand 11. März 2024).

## Naturdenkmale
| Nr.         | Bezeichnung | Lage                                                  | Beschreibung                 | Bild                                    |
| ----------- | ----------- | ----------------------------------------------------- | ---------------------------- | --------------------------------------- |
| ND-7231-525 | Kugelbaum   | südöstlich des Ortes; Flur Beim Heiligenhäuschen Lage | Quercus sp., um 1800 gekeimt | Direkt Bild zu diesem Denkmal hochladen |